# Kalkwitz
Kalkwitz, niedersorbisch Kałkojce, ist ein Gemeindeteil im Ortsteil Saßleben der Stadt Calau im Landkreis Oberspreewald-Lausitz in Brandenburg. Vom 1. Februar 1974 bis zum 26. Oktober 2003 war Kalkwitz ein Ortsteil der damals eigenständigen Gemeinde Saßleben, davor war Kalkwitz selbst eine eigenständige Gemeinde.

## Lage
Kalkwitz liegt in der Niederlausitz östlich des Naturparks Niederlausitzer Landrücken, rund viereinhalb Kilometer nordöstlich von Calau und 24 Kilometer westlich von Cottbus. Umliegende Ortschaften sind Dubrau im Nordosten, Koßwig im Osten, Saßleben im Süden, Mlode und Rochusthal im Westen sowie Bischdorf im Nordwesten.

## Geschichte

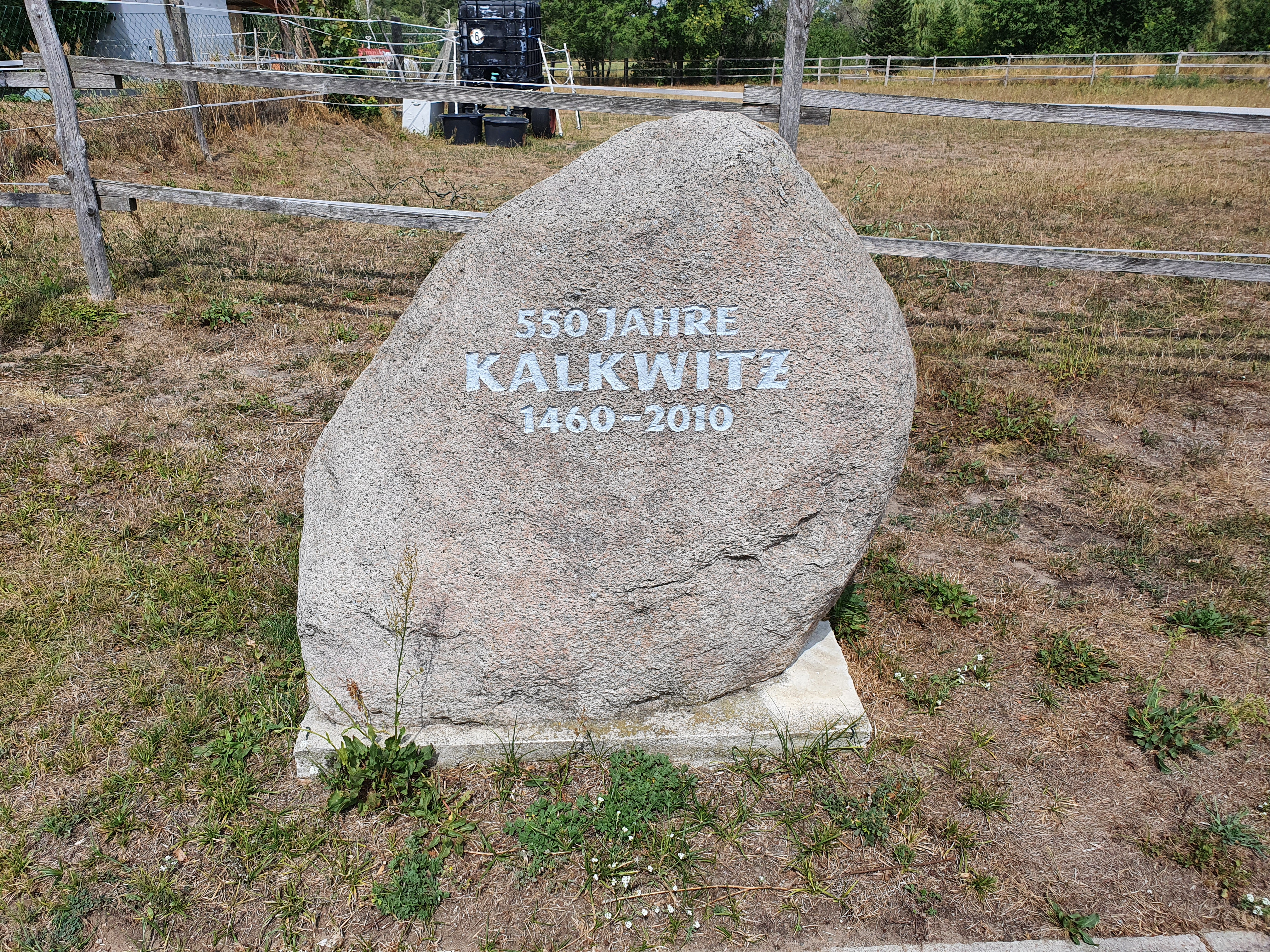
Gedenkstein am nördlichen Ortsende

Kalkwitz wurde erstmals in einer Urkunde vom 22. Dezember 1460 als Kolgwitz urkundlich erwähnt. Im Jahr 1495 taucht Kalkwitz in einem Meißner Bistumsmatrikel als Kolkewitz auf. Es wird angenommen, dass es bereits 1460 den Familien Köckritz und Zieckau gehörte. Der Ortsname kann auf den Personennamen Kołk zurückgeführt werden, wie es auch bei Kulkwitz bei Leipzig möglich ist. Die Herleitung wie bei dem Ortsnamen Calau von Kał für Sumpf zu Kałk stößt auf bildungsmäßige Schwierigkeiten. Im Jahr 1761 wurde der Ort als Kalkojze und 1843 als Kałkojce genannt. In Kalkwitz wurde wie in den benachbarten Orten die wendische (niedersorbische) Sprache im Laufe des 19. Jahrhunderts von der deutschen Sprache verdrängt.
Der Ort gehörte zur Herrschaft Cottbus, die als kurfürstlich-brandenburgischen Exklave vollständig von böhmischem bzw. ab 1635 sächsischem Gebiet umgeben war. Kalkwitz war wiederum eine Exklave der Herrschaft Cottbus, alle umliegenden Dörfer gehörten zu Sachsen. Das Rittergut Kalkwitz wurde im Dreißigjährigen Krieg fast vollkommen zerstört. Im Jahr 1756 brannte der Ort bis auf drei Häuser ab. Nach dem Wiener Kongress wurden auch die Nachbardörfer von Kalkwitz preußisch und der Ort kam zum Kreis Calau in der Provinz Brandenburg. Die Grafen zu Lynar übernahmen 1829 die Gutsherrschaft.
Nach dem Zweiten Weltkrieg gehörte Kalkwitz zum 1952 neu gegründeten Kreis Calau in der DDR und wurde am 1. Februar 1974 nach Saßleben eingemeindet. Mitte der 1980er-Jahre lag Kalkwitz im Bergbauschutzgebiet und war durch den geplanten Tagebau Calau-Nordost bedroht. Nach der Wiedervereinigung wurden die Planungen zur Öffnung des Tagebaus verworfen. Die Gemeinde Saßleben kam mit ihren Ortsteilen am 6. Dezember 1993 zum Landkreis Oberspreewald-Lausitz und wurde am 26. Oktober 2003 mit den Gemeinden Mlode, Groß Mehßow, Kemmen, Bolschwitz und Werchow in die Stadt Calau eingegliedert. Kalkwitz ist seitdem ein Gemeindeteil des Ortsteils Saßleben ohne eigenen Ortsbeirat.

## Einwohnerentwicklung
| Einwohnerentwicklung in Kalkwitz von 1875 bis 1971 | Einwohnerentwicklung in Kalkwitz von 1875 bis 1971 | Einwohnerentwicklung in Kalkwitz von 1875 bis 1971 | Einwohnerentwicklung in Kalkwitz von 1875 bis 1971 | Einwohnerentwicklung in Kalkwitz von 1875 bis 1971 | Einwohnerentwicklung in Kalkwitz von 1875 bis 1971 | Einwohnerentwicklung in Kalkwitz von 1875 bis 1971 | Einwohnerentwicklung in Kalkwitz von 1875 bis 1971 |
| Jahr                                               | Einwohner                                          | Jahr                                               | Einwohner                                          | Jahr                                               | Einwohner                                          | Jahr                                               | Einwohner                                          |
| -------------------------------------------------- | -------------------------------------------------- | -------------------------------------------------- | -------------------------------------------------- | -------------------------------------------------- | -------------------------------------------------- | -------------------------------------------------- | -------------------------------------------------- |
| 1875                                               | 175                                                | 1925                                               | 155                                                | 1946                                               | 180                                                | 1971                                               | 148                                                |
| 1890                                               | 182                                                | 1933                                               | 146                                                | 1950                                               | 178                                                |                                                    |                                                    |
| 1910                                               | 137                                                | 1939                                               | 133                                                | 1964                                               | 166                                                |                                                    |                                                    |

## Kultur und Sehenswürdigkeiten

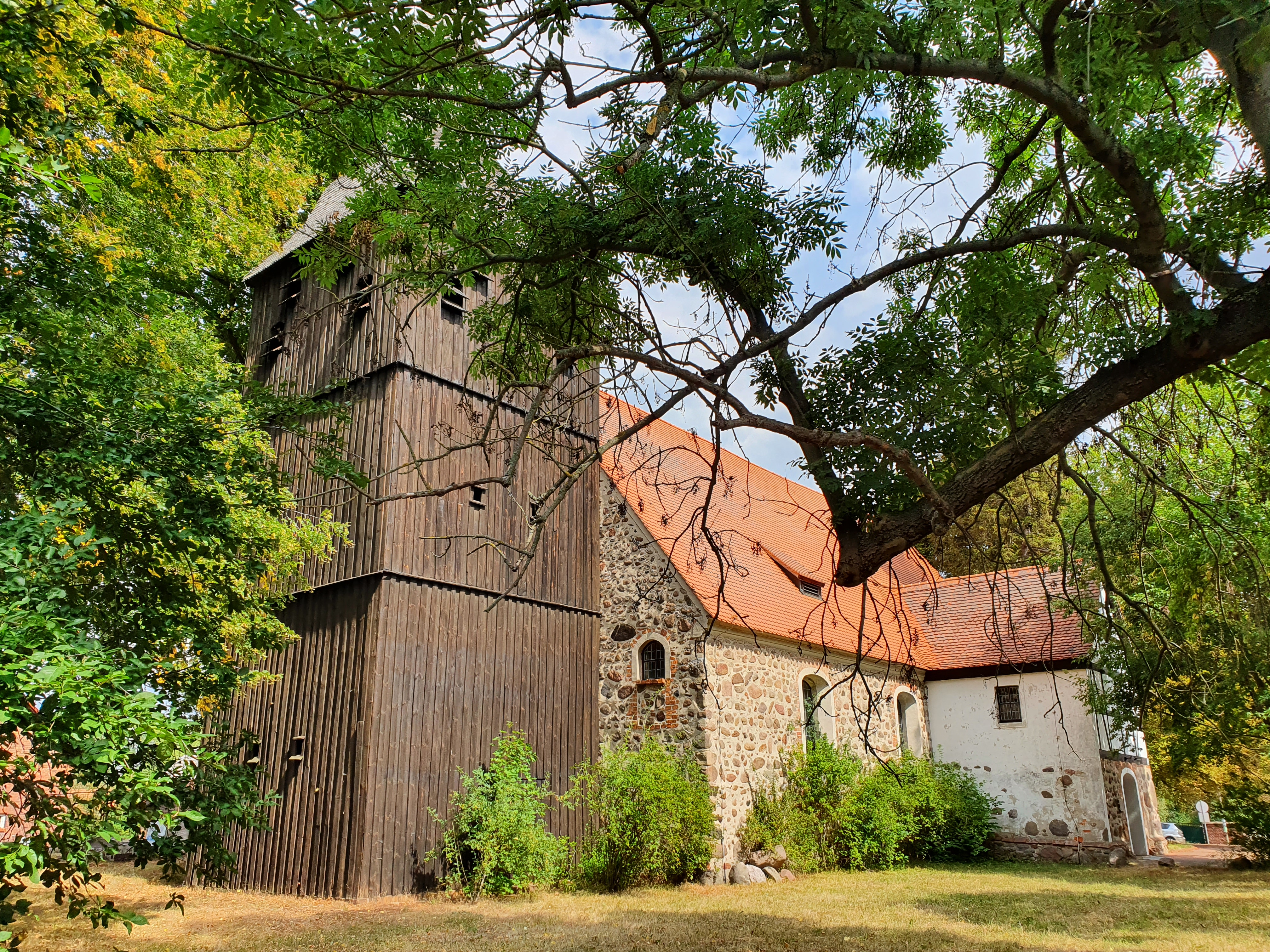
Dorfkirche Kalkwitz

Die ursprünglich gotische Dorfkirche Kalkwitz wurde im frühen 15. Jahrhundert erbaut. Aus der Erbauungszeit sind Wandmalereien und der Fußboden aus Lesesteinen erhalten. Im 18. Jahrhundert wurde die Kirche im Stil des Barock umgebaut und erhielt ihre heutige Gestalt. Der Turm wurde nachträglich angebaut. Bis auf das Fundament besteht er vollkommen aus Holz und ist mit Schindeln aus Lärche eingedeckt. Ab den 1980er-Jahren war die Kirche vom Verfall bedroht und konnte nicht mehr genutzt werden. Am 7. Mai 1995 wurde sie nach vierjähriger Bauzeit wieder eingeweiht. Die Kirche gehört zu den Denkmalen der Stadt Calau.

## Wirtschaft und Infrastruktur
Kalkwitz liegt an einer Gemeindestraße zwischen Saßleben und Dubrau. Die Landesstraße 54 zwischen Calau und Vetschau liegt etwa zwei Kilometer entfernt. Nördlich von Kalkwitz verläuft die Bundesautobahn 15.
Bis in die 1990er-Jahre wurden in Kalkwitz Obstplantagen betrieben. Heute existiert im Ort ein Spargelhof.